# Eupithecia deverrata
Eupithecia deverrata là một loài bướm đêm trong họ Geometridae.